# Shirvan
Shīravān o Shīrvān (farsi شیروان) è il capoluogo dello shahrestān di Shirvan, circoscrizione Centrale, nella provincia del Khorasan settentrionale. Aveva, nel 2006, una popolazione di 82.790 abitanti.